# The Smeds and the Smoos
The Smeds and the Smoos é um filme de animação britânico de 2022 baseado no livro infantil de Julia Donaldson e Axel Scheffler. Foi produzido pela Magic Light Pictures para a BBC.

## Elenco
- Sally Hawkins ... Narração (voz)
- Bill Bailey ... Vovô Smed (boz)
- Ashna Rabheru	...	Janet (voz)
- Adjoa Andoh ...	Vovó Smoo (voz)
- Daniel Ezra	...	Bill (voz)